# Diedrich Hermann Westermann
Diedrich Hermann Westermann (Baden, bairro de Achim, 24 de junho de 1875 — Baden, 31 de maio de 1956) foi um africanista e etnólogo alemão. Ele  revisou e ampliou  substancialmente o trabalho de seu professor Carl Meinhof, apesar de  implicitamente rejeitar algumas das teorias de Meinhof . Westermann é visto como um dos fundadores da moderna linguística africana.
Realizou uma ampla pesquisa linguística e antropológica no leste do Senegal indo para o Alto Nilo. Suas publicações linguísticas abrangem uma grande variedade de línguas africanas, incluindo idioma bês, Nuer, Kpelle, Shilluk, hauçá e Guang.
O trabalho comparativo de Westermann começou em 1911, inicialmente reunindo muito do que hoje em dia se conhece como línguas Níger-Congo e nilo-saarianas, sob o nome de  línguas sudanesas. Sua mais importante publicação Die westlichen Sudansprachen (1927)  lançou as bases para o que se transformaria em Níger-Congo. Nesse livro e numa série de artigos escritos entre 1925 e 1928,  Westermann identificou um grande número de raízes que formam a base da nossa compreensão do Níger-Congo e definiu os elementos de prova para a coerência de muitas das famílias linguísticas que o constituem. Grande parte da classificação das línguas africanas  é associada  a Joseph Greenberg, que efetivamente se baseou no trabalho de Westermann.
Westermann publicou em 1927  a Ortografia Prática de Línguas africanas, que mais tarde se tornou conhecida como o Westermann script. Posteriormente (1933) ele publicou o influente  Practical Phonetics for Students of African Languages, em colaboração com Ida Ward.